# Effektivitetsrevision
Effektivitetsrevision (eng performance audit) är en granskning av måluppfyllnad och ändamålsenlighet i organisationer, verksamheter, områden, funktioner, regelverk och processer.

## Utförande
Effektivitetsrevisionen ska baseras på problemindikatorer samt risk- och väsentlighetsbedömningar. Problemindikationer och risker som motiverar granskningar ska då vara av sådan karaktär att de omfattar de aktiviteter som, om de fallerar, innebär att verksamheter inte kan uppnå sina mål. Med väsentlighet avses verksamheter som hanterar stora ekonomiska eller andra värden.

## Vem utför effektivitetsrevision?
Effektivitetsrevisioner genomförs av oberoende revisorer, vilket kan vara specialutbildade extern- eller internrevisorer. Formell certifiering för effektivitetsrevisorer i staten saknas, däremot finns en etablerad certifiering av internrevisorer.

### Utbildning
En certifierad utbildning i effektivitetsrevision saknas i Sverige. Internrevisionscertifieringens delmoment I innehåller dock grundläggande vägledning om vad effektivitetsrevision står för. Inom EU-kommissionen togs under 1996 och 1997 manualer för effektivitetsreviion fram inom DG XX (Financial Control/Audit). Dessutom finns en manual inom den finländska effektivitetsrevisionen och en brittisk motsvarighet.

### Sverige
I Sverige genomförs effektivitetsrevisioner framförallt av Riksrevisionen. Härutöver utförs effektivitetsrevisioner av internrevisorer i såväl myndigheter som företag.

### EU
Inom EU finns en omfattande granskningsorganisation som framförallt inriktats på att följa upp de 17 så kallade kontrollstandarderna, vilka fastställts av Budgetdirektoratet. Dessa 24 standarder följer COSO-modellen och har ett innehåll som rör såväl regelenlighet som effektivitet.
De nordiska och angosaxiska länderna samt Nederländerna har alla utrednings- och granskningstraditioner som innebär effektivitetsrevision. Inom de central- och sydeuropeiska länderna är det mindre vanligt med sådan erfarenhet inom den statliga revisionen.
Europeiska revisionsrätten har en egen handbok för effektivitetsrevision.

## Revisionens huvudformer
Innehållet i en effektivitetsrevision inriktas i regel på flera av nedanstående moment:
- Kostnadseffektivitet (Economy)
- Inre effektivitet (Efficiency)
- Yttre effektivitet (Effectiveness)
- Regelefterlevnad (Regularity)
- Lagenlighet (Legality)

Inriktningen på att granska om aktiviteter genomförs med hänsyn till lagenligt och regelenligt brukar kallas Compliance audit.

## Typiska granskningsområden vid effektivitetsrevision
- Mål och styrning
- Resursinsatser och resursfördelning
- Ansvarsfördelning och samverkan
- Verksamhetsresultat och effekter
- Uppföljning och kontroll

## Besläktade begrepp
Följande ansatser förväxlas ofta med effektivitetsrevision:

### Utredningsverksamhet
Utredningsverksamhet skiljer sig från effektivitetsrevision genom att utredningsverksamhet handlar om att förutsättninglöst beskriva hur något är, utan att nödvändigtvis relatera till en granskningsnorm.

### Utvärdering
Utvärdering skiljer sig från effektivitetsrevision genom att utvärderingsverksamhet innehåller ett värderande eller normativt moment baserad på erfarenhetsbaserad kunskap.

### Samhällsvetenskaplig forskning
Forskning skiljer sig från effektivitetsrevision genom att syftet är kunskapsutveckling baserad på fakta, utan att ta hänsyn till vad som är fel eller rätt.

### Internrevision
Internrevisionen skiljer sig från effektivitetsrevision genom att den är just intern för en verksamhet. Ur metodhänseende är internrevisionen en bredare ansats än effektivitetsrevision, genom att internrevisionen också omfattar finansiell revision, IT-revision och därtill ska kunna fungera rådgivande. För intenrevision finns utvecklade standardmetoder och processer som utges av Institute of Internal Auditors (IIA).